# Rembrandt Research Project

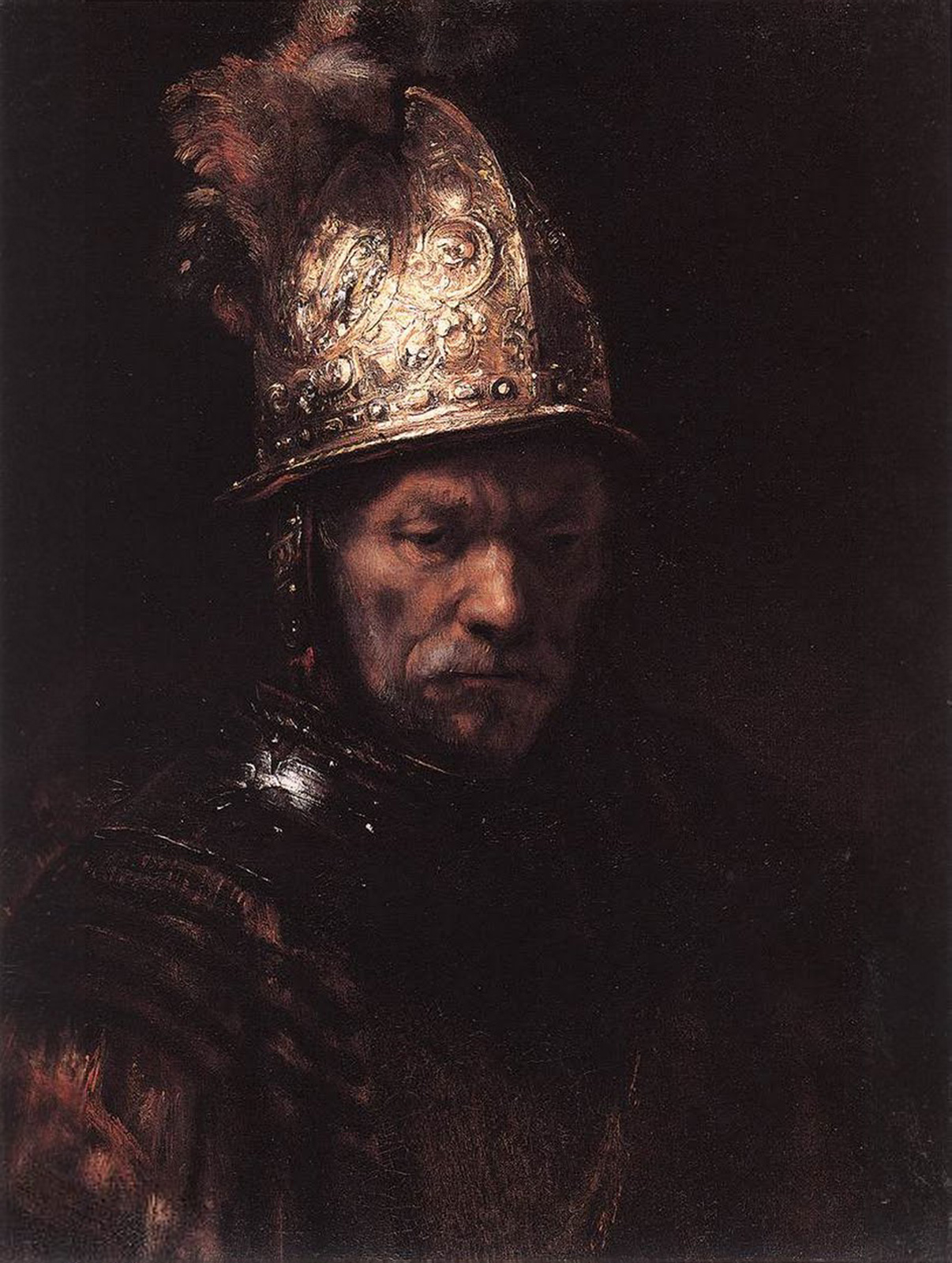
Mężczyzna w złotym hełmie, 1650, Gemäldegalerie w Berlinie - dzieło z kręgu Rembrandta, niegdyś przypisywane samemu mistrzowi

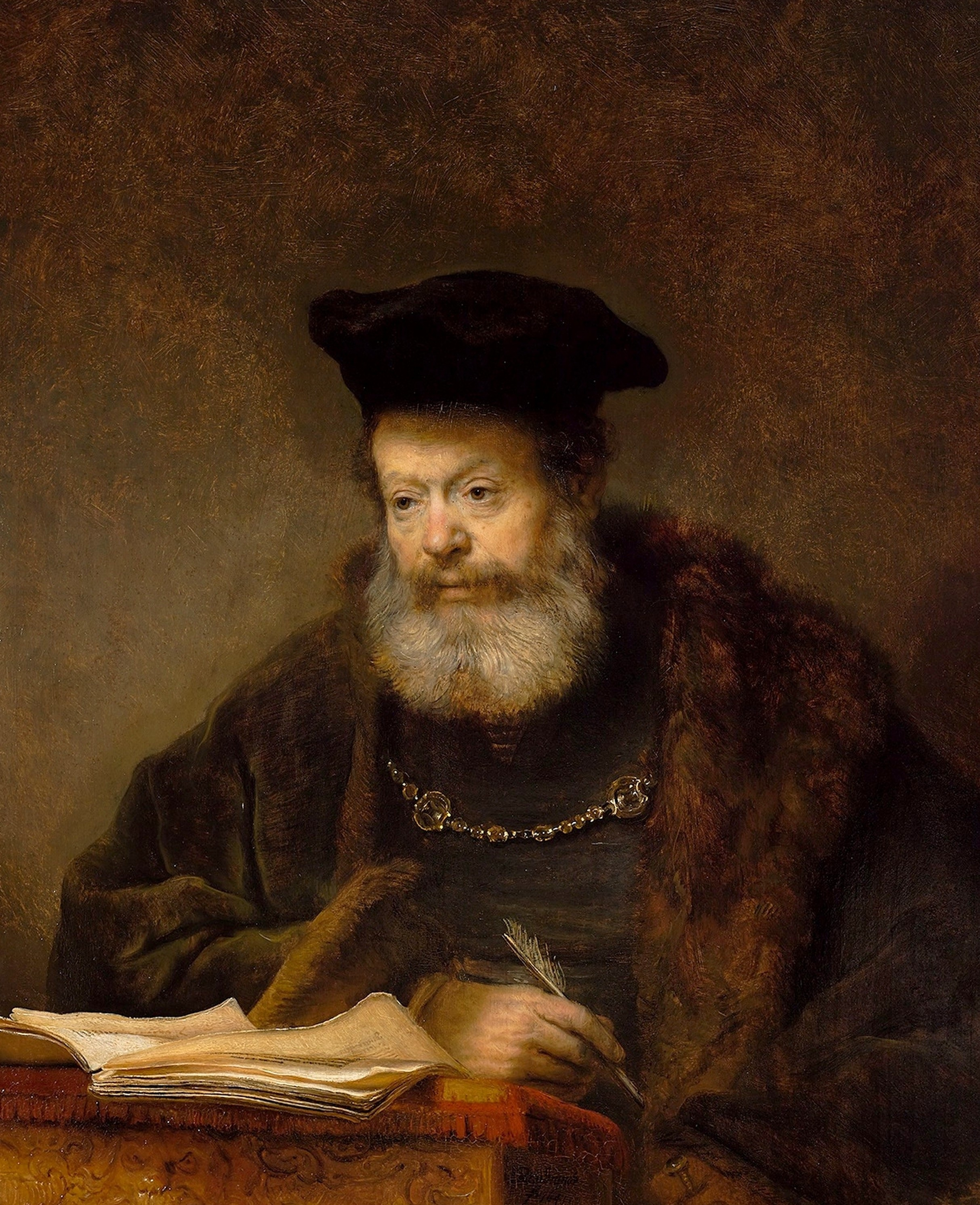
Uczony przy pulpicie 1641, Warszawa, Zamek Królewski - obraz zatwierdzony przez RRP za dzieło Rembrandta

Rembrandt Research Project (Komisja do Badań Twórczości Rembrandta) – projekt naukowy o charakterze interdyscyplinarnym rozpoczęty w 1968 roku w Amsterdamie którego celem jest analiza dzieł sztuki związanych z Rembrandtem i weryfikacja dotychczas przyjmowanych przez historyków sztuki atrybucji dzieł tego malarza. 

## Opis
Trzon zespołu badawczego tworzą historycy sztuki, konserwatorzy zabytków oraz chemicy m.in. historycy sztuki Josua Bruyn, Bob Haak, Simon H. Levie, Pieter van Thiel oraz Ernst van de Wetering (zm. 2021). Na bazie trzech podstawowych publikacji o charakterze katalogowym, którymi są książki autorstwa Wilhelma von Bode i Cornelisa Hofstede de Groota (1896−1905), Abrahama Brediusa (1935) i Horsta Gersona (poprawiona edycja katalogu Brediusa, (1969) Komisja rozwinęła koncepcję katalogowania łącząc z przeprowadzonymi przez nich wynikami prac badawczych. Dzieła które weszły w zakres badań zostały podzielone na trzy kategorie:
- A − dzieła bezsprzecznie identyfikowane z Rembrandtem;
- B − dzieła których autorstwo Rembrandta nie jest potwierdzone, lecz nie wykluczone;
- C − dzieła których autorstwo nie jest potwierdzone, dzieła te związane są z kręgiem Rembrandta.

W ten sposób powstał A Corpus of Rembrandt Paintings, który ukazał się w sześciu tomach (t. 1, 1982, t. 2, 1986, t. 3, 1989, t. 4, 2005, t. 5, 2010, t. 6, 2014). Rezultatem badań były nie tylko pozytywne weryfikacje wcześniejszych atrybucji, lecz także negacje autentyczności bezspornych obrazów bezdyskusyjnie przypisanych Rembrandtowi. Wśród nich jest Mężczyzna w złotym hełmie, ze zbiorów Galerii Malarstwa w Berlinie, który Komisja przypisała Johannowi Ulrichowi Mayrowi z Augsburga. 
W wyniku prowadzonych prac, liczba autentycznych obrazów Rembrandta, szacowana w 1935 roku przez Brediusa na 624, spadła do 340.

### RRP w Polsce
Ernst van de Wetering, członek zespołu RRP, a od 1970 roku prezes, współtwórca A Corpus of Rembrandt Paintings badając dwa dzieła z Kolekcji Lanckorońskich w zbiorach Zamku Królewskiego w Warszawie Dziewczyna w kapeluszu i Uczony przy pulpicie uznał po trzech weryfikacjach za autentyczne prace Rembrandta. 

## Publikacje Projektu
- A Corpus of Rembrandt Paintings - Volume I, dotyczący młodości artysty z lat 1629−1631
- A Corpus of Rembrandt Paintings - Volume II, twórczość w latach 1631−1634.
- A Corpus of Rembrandt Paintings - Volume III, twórczość w latach 1635−1642.
- A Corpus of Rembrandt Paintings - Volume IV, autoportrety.
- A Corpus of Rembrandt Paintings - Volume V, obrazy o tematyce historycznej